# 10991 Dulov
10991 Dulov eller 1974 RY1 är en asteroid i huvudbältet som upptäcktes den 14 september 1974 av den rysk-sovjetiske astronomen Nikolaj Tjernych vid Krims astrofysiska observatorium på Krim. Den har fått sitt namn efter vetenskapsmannen Viktor Georgievitj Dulov.
Asteroiden har en diameter på ungefär fyra kilometer.